# Arthropteris boutoniana
Arthropteris boutoniana là một loài dương xỉ trong họ Tectariaceae. Loài này được Hook. Pic. Serm. mô tả khoa học đầu tiên năm 2009.